# فرودگاه شهری فردریک (مریلند)
فرودگاه شهری فردریک (مریلند) (به انگلیسی: Frederick Municipal Airport (Maryland)) یک فرودگاه همگانی با کد یاتا FDK است . این فرودگاه در کشور ایالات متحده آمریکا قرار دارد و در ارتفاع ۹۲ متری از سطح دریا واقع شده است.